# Gisela Fröhlich
Gisela Fröhlich (* 1942 in Königsberg (Preußen)) ist eine deutsche Politikerin (SPD) aus Bremen. Sie war von 1984 bis 1995 Mitglied der Bremischen Bürgerschaft.

## Biografie
Fröhlich ist mit dem früheren Bremer Innensenator Helmut Fröhlich (SPD) verheiratet.

### Ausbildung und Beruf
Fröhlich war als Fermeldehauptsekretärin in Bremen tätig und wirkte in den 1960/70er Jahren im örtlichen Personalrat der Deutschen Bundespost, später im Bezirkspersonalrat der Oberpostdirektion in Bremen und beim Hauptpersonalrat im Bundespostministerium.

### Politik
Fröhlich ist Mitglied der SPD in Bremen und wirkte in verschiedenen Funktionen im SPD-Ortsverein Hemelingen.
Sie war von 1984 bis 1995 für die SPD Mitglied der Bremischen Bürgerschaft und in verschiedenen Deputationen und Ausschüssen der Bürgerschaft tätig. Ihr politischer Schwerpunkt lag in der Bau- und Verkehrspolitik.

### Weitere Mitgliedschaften
- Seit Anfang der 1980er Jahre engagiert sich Fröhlich für das Bürgerhaus Hemelingen, war Gründungsmitglied und von Anbeginn Vorsitzende des Trägervereins.
- Sie war seit 1994 Leiterin der Landesverkehrswacht Bremen.
- Sie war im Vorstand des Vereins Verkehrsübungsplatz Bremen.

### Ehrungen
2006 erhielt Fröhlich das Bundesverdienstkreuz.